# آنجلا بلچر
آنجلا بلچر (انگلیسی: Angela Belcher؛ زاده ) یک دانشمند مواد، مهندس بیولوژیک و استاد مهندسی بیولوژیکی و علوم مواد جیمز میسون در مؤسسه فناوری ماساچوست (MIT) در کمبریج، ماساچوست، ایالات متحده است.